# 福音橡至巴金線
福音橡至巴金線（英語：Gospel Oak to Barking Line）是一條位於英國大倫敦北部的鐵路，西起福音橡站，東至巴金河岸站。倫敦地上鐵在本鐵道全線提供客運服務，營運名稱為婦政綫。

## 歷史[1]
本線主要由兩條鐵路組合而成。
西段（福音橡站至南托定咸站）的前身為托定咸與漢普斯特交匯鐵路，於1868年通車。這條鐵路最初計劃於福音橡站連接北倫敦綫，但因資金問題，未能完成福音橡站一段的鐵路。路線通車後，列車皆在東面連接大東部鐵路，往返倫敦市內的芬喬奇街站。由於路線迂迴，此鐵路的乘客量偏低，維持了兩年後便於1870年停運。這時，米德蘭鐵路接手此鐵路，並興建了一條支線連接肯迪什鎮車站、開設了往返沼澤門站及高治山站的列車服務。1872年，此鐵路向東延展至南托定咸站，與連接亞歷山德拉宮的鐵路線交匯。至於連接福音橡站的聯絡線則於1888年通車，但並沒有如原定計劃般連接北倫敦綫。
東段（南托定咸站至柏京站）的前身則為托定咸與森林門鐵路。這條鐵路是由沃爾瑟姆斯托地區的發展商康特奈·沃納提議興建的。該鐵路於1894年通車，自托定咸向東橫貫沃爾瑟姆斯托，然後跨越大東部主線，連接倫敦、蒂爾伯里與紹森德鐵路。
這兩條鐵路貫通後，成為了米德蘭鐵路連接蒂爾伯里港的重要路線，貨運交通漸趨發達，一些本來是單線的路段也被擴闊成雙線。與此同時，客運服務也獲得發展。途經這兩條鐵路的客運列車曾來往米德蘭鐵路和倫敦、蒂爾伯里與紹森德鐵路沿線的重要鐵路車站，包括聖潘克拉斯站、紹森德中央站、東漢姆站等。然而，這些客運服務在二戰後漸漸衰落，1960年代的比欽鐵路停運潮期間，當局甚至一度提出停辦此綫的客運列車服務。在居民的強烈反對下，停辦計劃最終擱置。
1981年，配合米德蘭鐵路電氣化、為泰晤士連線開通作準備，連接肯迪什鎮站的聯絡線關閉，所有來往肯迪什鎮和柏京的列車正式改為來往福音橡站，成為現時服務的雛型。當時的客運列車服務為每小時兩班。1990年代英國鐵路私營化，銀連都會接手營運此線，並引進較新型的150型列車，但班次沒有增加。2007年，倫敦地上鐵接辦此線，三年後以全新的172型列車取代150型列車行走此線，並在訊號系統得到更新的情況下，進一步增加班次為每小時四班列車。
一份由倫敦交通局在2011年發表的報告指出，福音橡至柏京綫在提升服務後錄得比預期龐大的乘客量增長，並已出現擁擠情況。
2024年2月，倫敦交通局宣布為所有地上鐵路綫賦予獨立名字和顏色以方便乘客辨別，在福音橡至巴金線行走的地上鐵路綫稱為「婦政綫」（Suffragette line）並以碧綠色空心綫表示。名字為紀念活躍於20世紀初為女性爭取政治投票權的婦女參政運動者。但此名稱遭媒體抨擊，因為名為「suffragette」的女權運動人士曾對英國社會進行恐怖襲擊來宣洩訴求，包括針對鐵路進行炸彈襲擊導致傷亡。

### 電氣化
2008年，時任倫敦長的鮑里斯·約翰遜曾表示將加長本綫部份車站的月台，以便本綫使用三節編組的列車行走。與此同時，他指出本綫途經大量高架橋和橋樑，因此為本綫增設電氣化設施短期內並不可行。另一方面，一份由倫敦交通局在2011年公佈的文件則以電氣化福音橡至柏京綫為遠期目標，電氣化完成後的福音橡至柏京綫將以四節編組的列車行走。
2013年6月28日，倫敦交通局證實約翰遜市長批准投資9000萬英鎊為福音橡至柏京綫進行電氣化工程，其後會把該路綫延伸至柏京河畔區，相關的工程合約於2015年批出。
本綫於2018年完成電氣化及相關工程。然而，由於倫敦交通局為本綫採購的710型電動列車未能如期投入服務，倫敦交通局於2019年1月臨時從其他轄下路綫調派三列378型電動列車行走本綫。172型列車於該年3月正式撤出，本綫班次一度調整為每30分鐘一班。710型列車於同年5月下旬起陸續投入服務。為補償對該綫乘客帶來的延誤，倫敦交通局在710型列車全數投入服務後，於2019年9月讓乘客免費乘搭本綫，為期一個月。

## 車站列表
全線都位於大倫敦市內。
| 所屬收費區 | 中文站名           | 英文站名 | 轉乘路線 | 所在地          |
| ---------- | ------------------ | -------- | --- | --------------- |
| 2          | 福音橡             |          | 北倫敦線 | 卡姆登區        |
| 2          | 上霍洛威           |          | 站外轉乘: 拱門 （ 北線 ） | 伊斯靈頓區      |
| 3          | 克勞奇山           |          | | 伊斯靈頓區      |
| 3          | 哈林蓋綠巷         |          | 站外轉乘: 哈林蓋（ 大北方 （Great Northern））、曼諾樓* （ 皮卡迪利線） * 曼諾樓站鄰近哈林蓋綠巷站，但倫敦交通局並未於兩站間設轉乘機制，乘客於兩站間轉乘需支付兩程車資 | 哈林蓋區        |
| 3          | 南托特納姆         |          | 站外轉乘: 七姊妹 （ 李河谷線 ） | 哈林蓋區        |
| 3          | 黑馬路             |          | 維多利亞線 | 沃爾瑟姆森林區  |
| 3          | 沃爾瑟姆斯托女王路 |          | 站外轉乘: 沃爾瑟姆斯托中央（ 李河谷線 ） | 沃爾瑟姆森林區  |
| 3          | 萊頓米德蘭路       |          | | 沃爾瑟姆森林區  |
| 3          | 萊頓斯通高路       |          | 站外轉乘: 萊頓斯通 （ 中央線 ） | 沃爾瑟姆森林區  |
| 3          | 旺斯特德公園       |          | 站外轉乘: 森林門 （ 伊利沙伯線 ） | 紐漢區          |
| 3/4        | 伍德格蘭奇公園     |          | 站外轉乘: 曼諾公園 （ 伊利沙伯線 ） | 紐漢區          |
| 4          | 巴金               |          | 區域線、 漢默史密斯及城市線、 c2c | 巴金-達格納姆區 |
| 4          | 巴金河畔           |          | | 巴金-達格納姆區 |

## 未來發展
伊斯靈頓地區人士要求重建位於福音橡和上霍洛威站之間的交匯路車站，以方便乘客往返達夫尼爾公園站轉乘倫敦地鐵北線。2022年開通的巴金河畔延線中巴金站至巴金河畔站中間已經有預留位置興建堡壘綠地站。

## 圖片集

### 英國鐵路結算所路線圖
以下是英國鐵路結算所於1914年繪製的鐵路交匯示意圖，分別概括了本綫西半段及東端的路線。

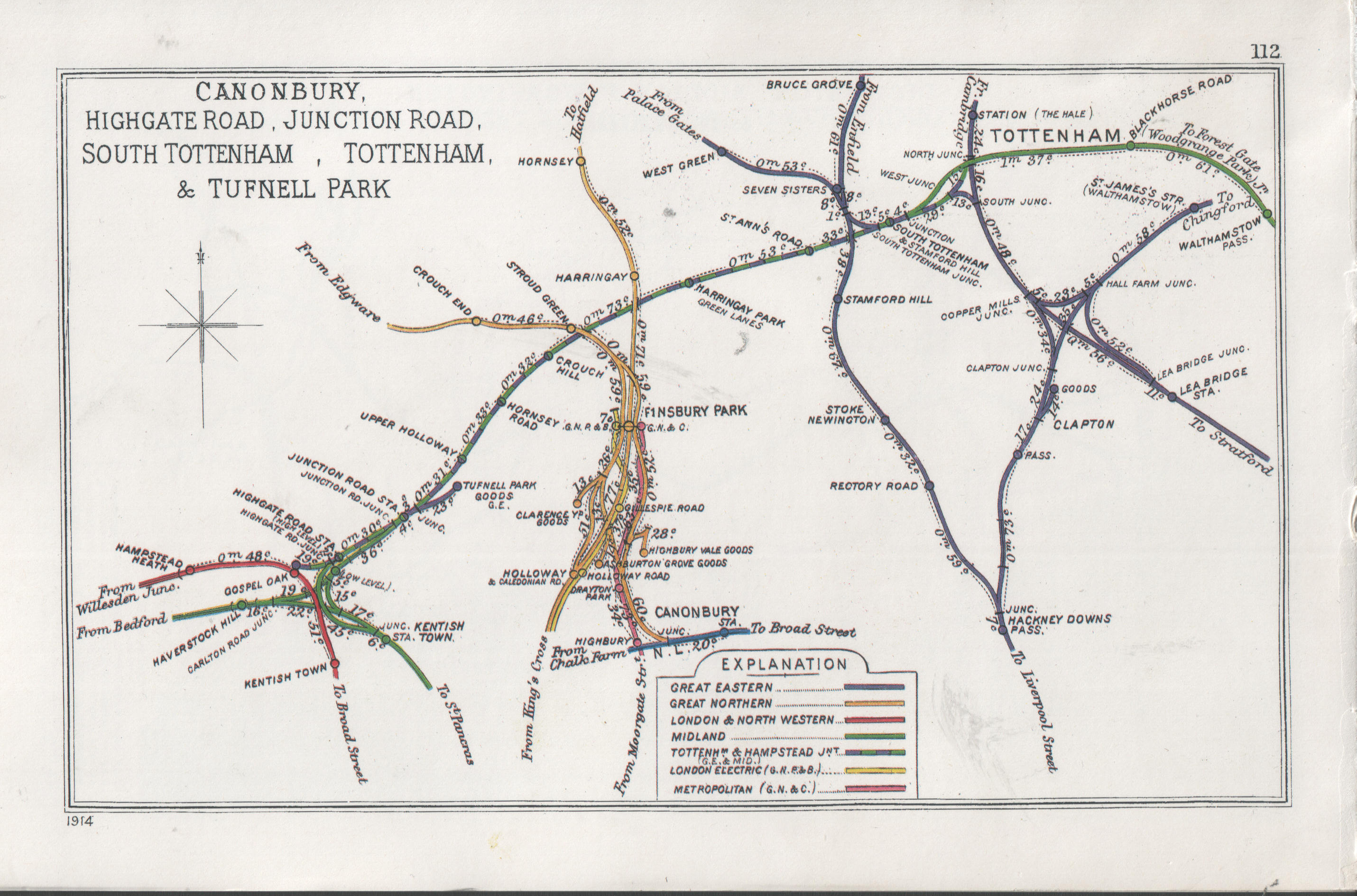
圖中藍綠相間的斜線及右上方的綠線為本綫西段主要路段
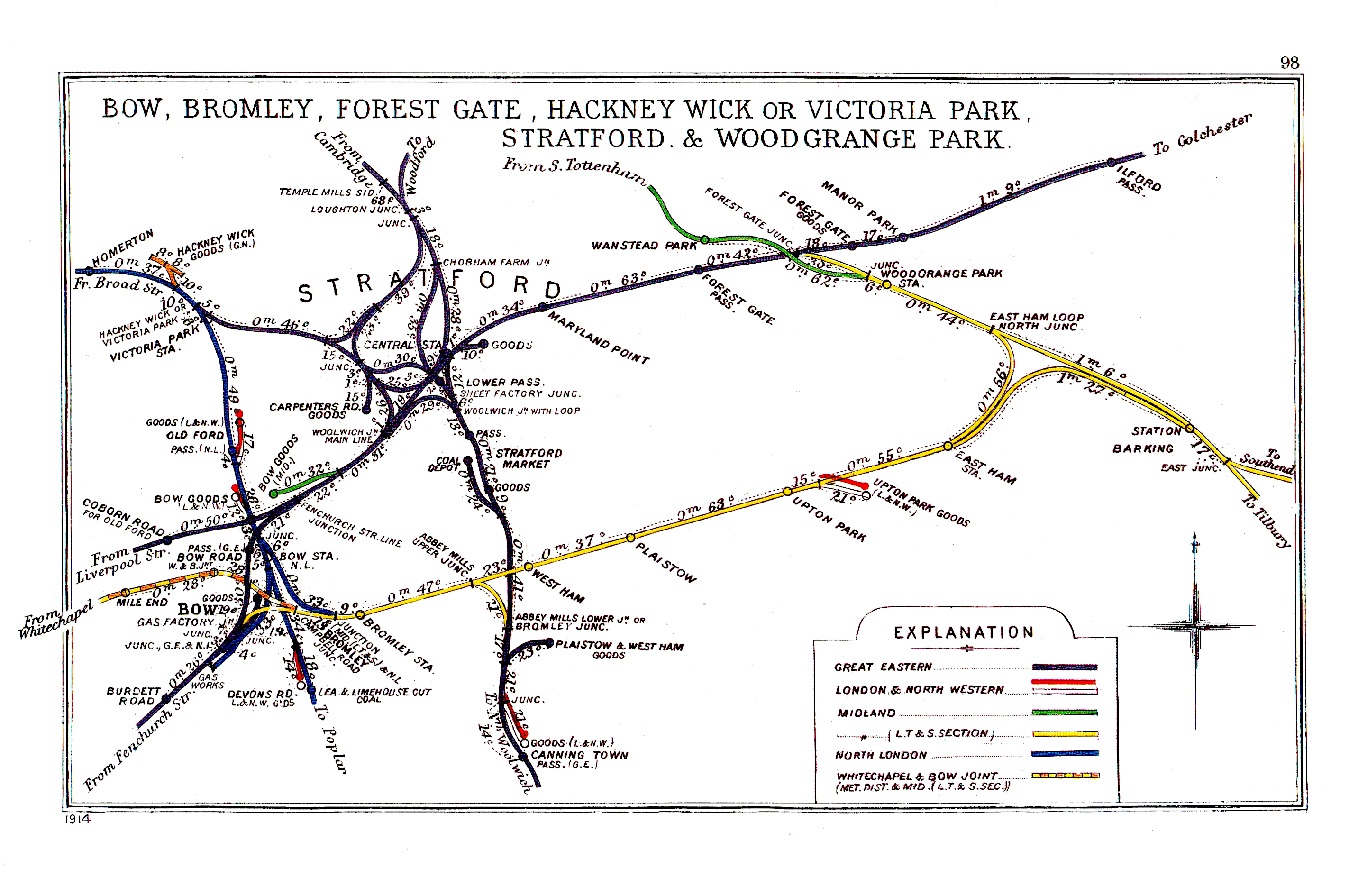
圖中上方橫跨大東部鐵路（深藍色）的綠線為本綫東端主要路段，另外由柏京站（圖中右方）連接綠線的一段黃線亦為本綫的一部份

### 其他圖片

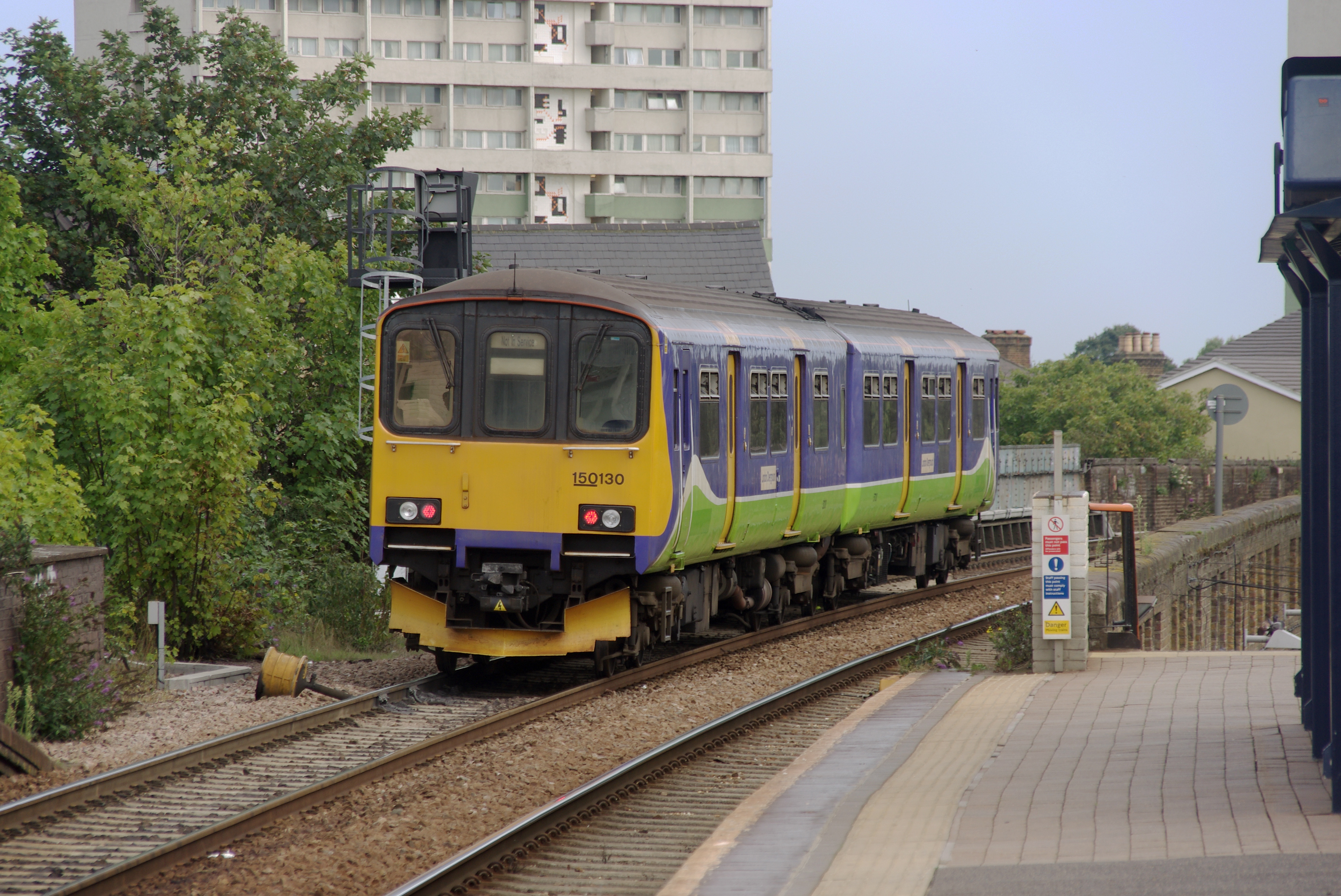
在2000年代，行走本綫的客運列車主要為英鐵150型柴聯車（英语：British Rail Class 150）
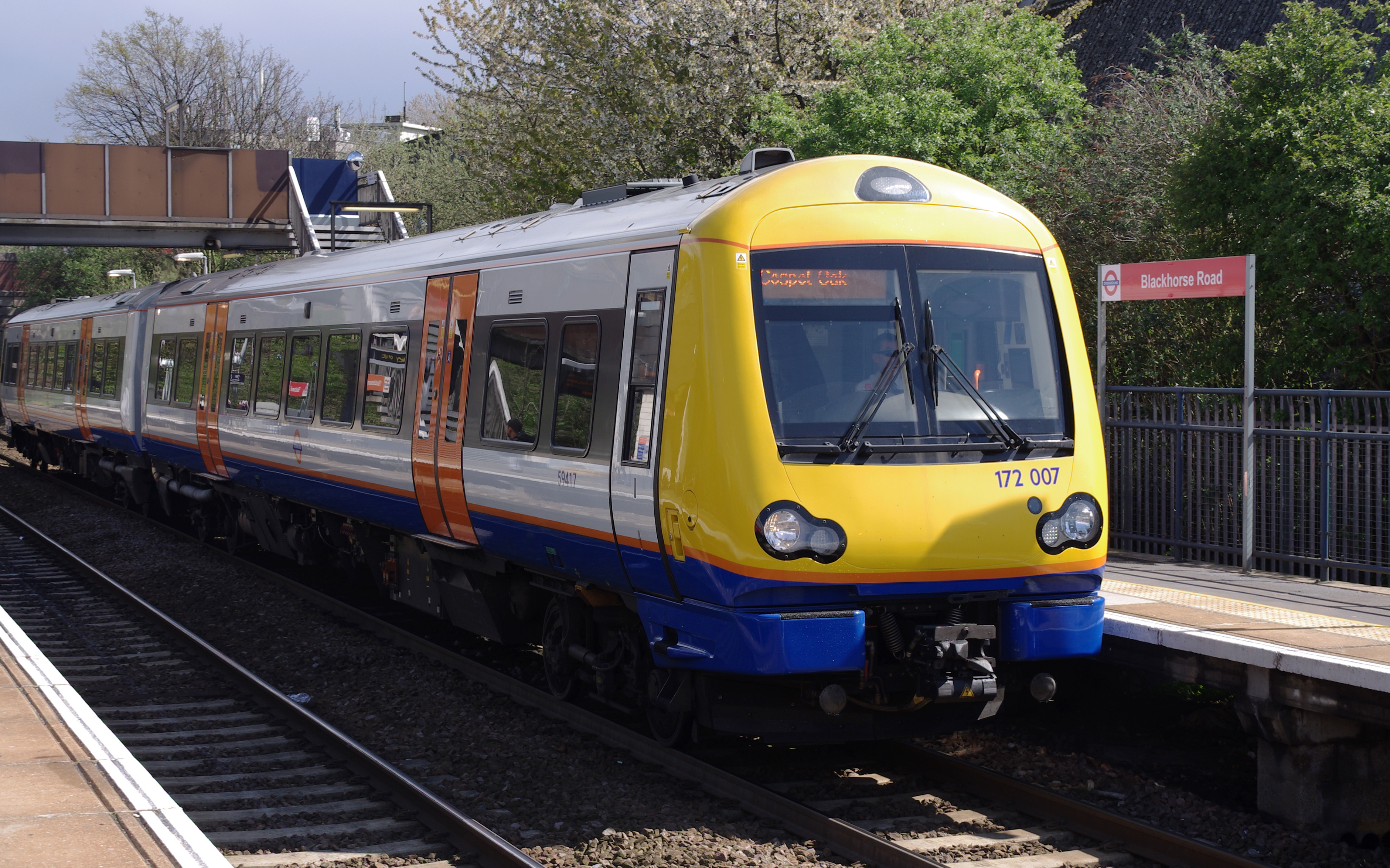
英鐵172型柴聯車（英语：British Rail Class 172）於2010年至2019年間行走本綫
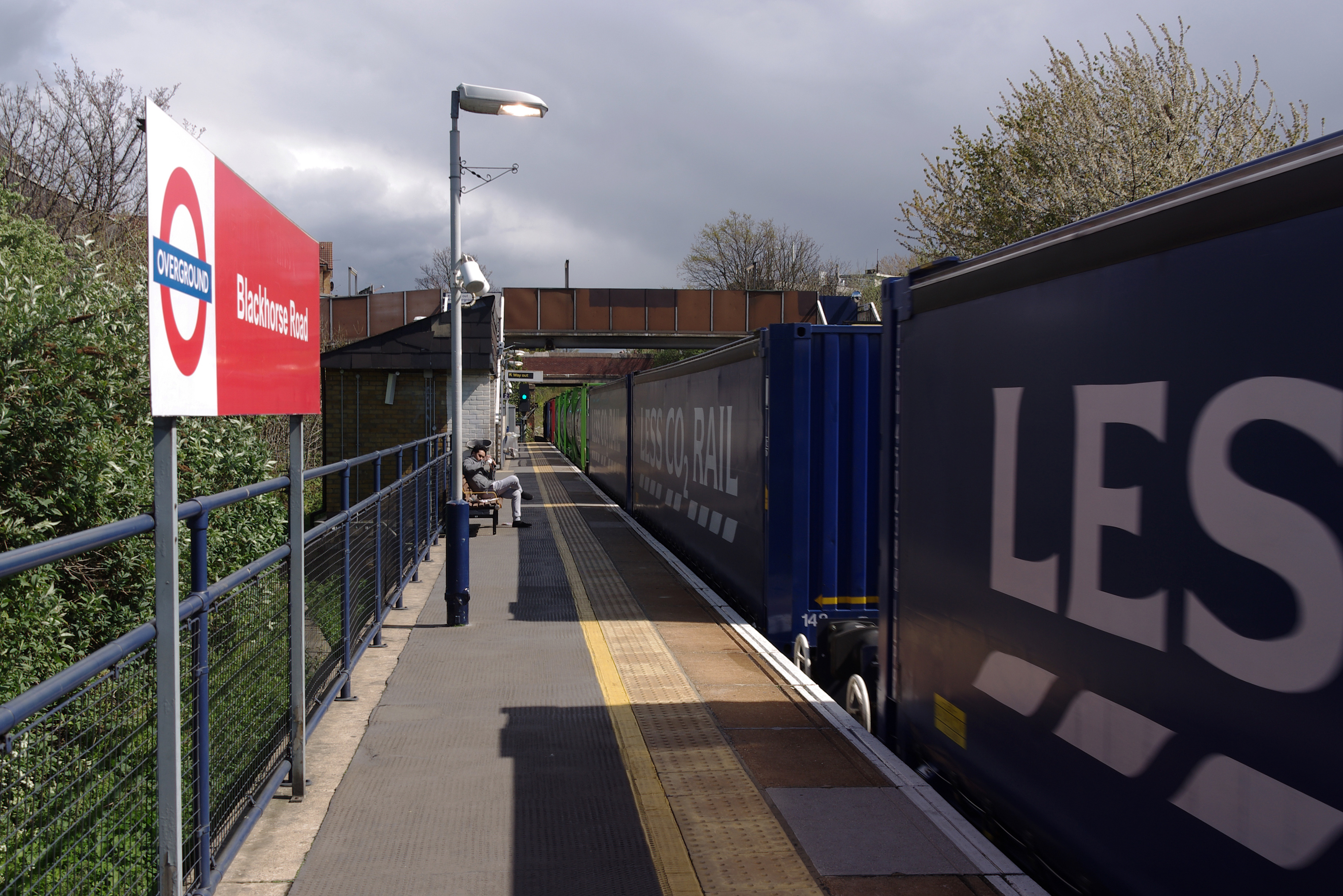
本綫是倫敦地區主要的貨運鐵路路綫。本圖顯示一列貨運列車正駛經黑馬路站

## 外部連結
- 倫敦交通局的相關介紹頁 （英文）
- 福音橡至柏京綫乘客小組 （页面存档备份，存于） （英文）